# エブリのまち
『エブリのまち』は、2012年4月2日から2014年11月7日まで、岡山放送で毎週月曜 - 金曜に放送されていた岡山県・香川県ローカル生活情報番組。同年3月まで放送されていた自社制作番組『温たいむ』の後継番組にあたる。後述するが、同年12月21日までは『エブリのうち』の番組名で放送されていた。

## 概要

### 『エブリのうち』時代
2012年3月までOHKではフジテレビ制作平日昼前の情報番組を同時ネットしていた。しかし、2012年4月の番組改編で『知りたがり!』が14時台に移動（フルネットではなく第1部のみネット）することになったため、同年4月開始の『ノンストップ!』を開始当初の時点ではネットしないことで自社制作枠を確保、同局では「OHKモーニングナウ」以来約30年ぶりとなる「平日朝の帯番組」として『エブリのうち』を開始することになった。なお、ディノス提供の通販コーナー「いいものプレミアム」のみ、番組内の1コーナーとして放送を継続していた。
また、OHKの自社制作番組としては初めて、地元地方紙の山陽新聞と提携したコーナー（週刊さん太）が設けられ、このコーナーが放送される金曜日には山陽新聞記者がレギュラー出演していた。
番組中では言及されていないが、マスコットキャラクターらしきもの（画像参照。現在のところ、特に名前はない）が存在しており、スタジオの背景（窓の外にいるのを確認できる）や番組ロゴ（「エブリのうち」の「う」の「｀」の部分にある形）やコーナーロゴなどにも姿を見せている。
『エブリのうち』としては同年12月21日を以って最終回を迎えた。
なお、『エブリのうち』が放送されていた時間帯は9ヶ月ぶりにフジテレビ同時ネット枠に復すことになり、2013年1月7日からは『エブリのうち』の後継番組扱いで『ノンストップ!』の番販ネットを開始した。同番組の初代女性司会で岡山県倉敷市出身の山﨑夕貴（フジテレビアナウンサー）のアナマガ内の2010年度入社アナ共同ブログ「林檎たちのつぶやき」で明らかになった。

### 『エブリのまち』時代
2013年1月14日から、毎週月曜 - 金曜の14:58より『エブリのまち』に改題・枠移動の上放送されることとなった。12月まで火曜から金曜に放送されていた韓国ドラマ枠は廃枠、月曜に放送されていた通販枠2本は月曜・火曜の16時台前半に分割移動。出演者も上岡・神谷・淵本のアナウンサー3人のみになる。
番組テーマ曲は「チェリーボンボン」（きゃりーぱみゅぱみゅ）を使用していた時期があった。
2013年8月のお盆時期は番組を休止し、代替でドラマ再放送枠・ワンピースの再放送を14:58 - 15:58に放送した。
同年9月30日より、『アゲるテレビ・第1部』（フジテレビ制作、同年9月27日終了）の後枠扱いで当番組は枠移動・縮小し、14:00 - 14:50での放送となった。そして2014年1月13日より放送時間が30分拡大され、『エブリのうち』時代と同じ1時間20分の放送となる。
2014年6月30日より15:30 - 16:50に枠移動し、同時期以降OHKの平日夕方は当番組と『スーパーニュース』（フジテレビ制作）、『OHKスーパーニュース』を合わせ3時間半連続の生放送が実現した。

## 放送時間
| 期間          | 期間           | 放送時間（JST）                   | タイトル     |
| ------------- | -------------- | --------------------------------- | ------------ |
| 2012年4月2日  | 2012年12月21日 | 月曜 - 金曜 09:55 - 11:15（80分） | エブリのうち |
| 2013年1月14日 | 2013年9月27日  | 月曜 - 金曜 14:58 - 15:50（52分） | エブリのまち |
| 2013年9月30日 | 2013年12月20日 | 月曜 - 金曜 14:00 - 14:50（50分） | エブリのまち |
| 2014年1月13日 | 2014年6月27日  | 月曜 - 金曜 14:00 - 15:20（80分） | エブリのまち |
| 2014年6月30日 | 2014年11月7日  | 月曜 - 金曜 15:30 - 16:50（80分） | エブリのまち |

## コーナー
括弧内に注釈がない限り、番組開始時から放送されているコーナーである。なお、単発や短期コーナーに関しては割愛し、ラインナップの分類は番組ホームページに準じた。

### 「エブリのうち」時代
ベルトコーナー（帯企画）
- 駅まち
  - タレントが岡山・香川のローカル線で旅をしながら降り立った駅で地元の人々と触れ合い、カードで引かれたミッションを遂行しながら、名所やグルメを見つけていくコーナー。
  - 用意された9枚のカードには丸の中に数字があり、書かれた数字だけ駅を移動し、その下に遂行しなければならないミッションが書かれている（例として「2 ミッション」とあれば2駅分進み、その降りた駅の街でミッションを遂行する）。ミッションは「お手伝い」（文字通り住民の手伝いをする）、「名物」（降りた駅の街の名物を探す）、「辰年」（2012年の干支である辰年の人を探す）、「わらしべ」（「わらしべ長者」の要領で、OH!くんのタオルをスタートとして3回物々交換を行う）、「美味」（その街での美味しいものを食べる）、「名前」（旅人が指定した名前と同じ名前の人を探す。例えば旅人がお題となる名前を「タロウ」と指定した場合、下の名前が「タロウ」である人を探す）が確認されている。
  - 当初はJR岡山駅から瀬戸大橋線を経て香川の路線を、5月下旬頃から7月9日まで赤穂線を使いJR笠岡駅まで旅をし、7月10日から9月27日までは井原鉄道の神辺駅をスタートし井原線、JR伯備線、JR山陽本線、JR津山線を経由し、JR津山駅からJR岡山駅まで旅をし、9月28日から11月9日までは琴平線の琴電琴平駅から高松築港駅を経由し長尾線に乗り終点の長尾駅まで旅をし、11月12日から12月7日までは姫新線の津山駅から新見駅を経由し伯備線に乗り総社駅まで旅をし、12月10日からは12月21日までは瀬戸大橋線のJR高松駅からJR岡山駅まで旅をした。
  - 旅をするタレントは10日から2週間程度の頻度でバトンタッチするが、旅がゴールである目的地（終点の駅）で終了した場合もバトンタッチとなる。
  - 2012年8月20日から8月31日にかけて「駅まちアワード」と題した特別編が、9:55～10:10の15分間で放送された。
- うち'sキッチン→エブリごはん（2012年10月より改題）
  - 読み方は「うちのきっちん」。岡山の飲食シーンを牽引する料理人たちが、あらゆるジャンルのメニューのレシピを紹介するコーナー。2012年10月1日放送分より「エブリごはん」へと改題された。
- プチ運キャッチ（2012年7月よりスタート）

出演者のうち2人がゲームで対戦し、視聴者はどちらが勝つか投票すると勝者に投票した視聴者にプレゼントのチャンスがあるコーナー。
- ニュースコーナー（2012年10月よりスタート）
  - これまでFNNスピーク内の県内ニュース項目を伝えていたが、このコーナーの設置によりニューススタジオからニュースを伝えている。コーナー名などは特にない。

曜日別コーナー
- 月曜：エブリ特捜部
  - 普段なかなか目にすることができない会社やお店の中身を隅々まで調査し、職場での驚きのスゴ技やそれぞれの職業のもつ難しさや仕事の魅力を紹介するコーナー。番組開始当初はにしおかと淵本アナの2人で担当していたが、現在は淵本アナ1人で担当することが多い[注釈 4]。
- 火曜：値切ってちょ～だい!
  - 岡山・香川エリアのスーパーマーケットから生中継し、リンクアップとっしーが様々な商品を値切ってもらうため、店の人に交渉するというコーナー。途中で商品を選んで、秤の目盛りが指したところで値引率が変わるゲームを行う。
- 水曜：エブリサーチ/こうゆうの智彗の風（2012年7月よりスタート）
  - 「エブリサーチ」は物事の境界線はどこにあるのかなどのテーマを、岡山・香川の街頭でインタビューを行い結果を分析していくコーナーで、「こうゆうの智彗の風」はコメンテーターである天野高雄が身近な仏法の豆知識を説法形式で紹介する。
- 木曜：のぞき見エブリ（2012年7月よりスタート）/なにコレ宅配便!（番組開始から2012年6月末までは水曜に放送）
  - 「のぞき見エブリ」はグルメ・旅・新スポットをはじめ、エリアの豪邸やこだわりの家、仲良し家族やおもしろ家族など好奇心をくすぐられる場所や家を紹介し、出掛けた先で思わず「のぞき見」したくなるようなポイントを探っていくコーナーで、「なにコレ宅配便!」は便利で面白いグッズが届けられ（2012年6月までは声のみで呼び出し[注釈 5]、スタジオの奥に入った神谷アナがグッズが入った箱を受け取り、2012年7月からはリンクアップとっしーがグッズが入った箱を届ける）、それを出演者たちが推理していくコーナー。
- 金曜：エンタメMAX/週刊さん太/コレ食べてみたい（2012年6月まではベルトコーナー[注釈 6]）
  - 「エンタメMAX」[注釈 7]は最新映画情報やランキング（「MAXランキング」という名前がある[注釈 8]）など週末に使える情報を伝え、「週刊さん太」は1週間を振り返り、視聴者の気になったニュースを江草肇がわかりやすく解説していくコーナーで、「コレ食べてみたい」は最近流行しているお取り寄せメニューやお土産で人気のスイーツを紹介するコーナー。

### 「エブリのまち」時代
ベルトコーナー（帯企画）
- アナ旅ンゴ（月曜～木曜）
  - 番組に出演するアナウンサーが岡山・香川を旅する。
- もんぜんまっぷ（月曜～木曜）
  - 天野こうゆう、NMB48メンバー（門脇佳奈子、ほか週替わり）が古くから信仰を集めるお寺や神社周辺にある門前町を街歩きするコーナー。

以下のコーナーは番組公式サイトで言及されているコーナーである。
- まちの匠
  - 「あっ」と驚く匠の技や街で話題の職人がスタジオに登場するコーナー。
- 工場見学隊
  - 身近な商品はどのように作られているのかを、地元企業の工場の舞台裏を秘蔵映像も交えて紹介するコーナー。
- ふるさと 再発見
  - 岡山・香川の街に隠された様々な魅力を、地元に精通したゲストが紹介するコーナー。
- エブリサーチplus
  - 「エブリのうち」時代のコーナー「エブリサーチ」のマイナーチェンジ企画。主婦たちの支持を集めるコミュニティーサイトとのコラボでパワーアップし、主婦の生活に密着した素朴な疑問の境界線をリサーチするコーナー。
- ご覧キング
  - 最新映画情報やランキングなど週末に使える情報を紹介するコーナー。
- 今朝行って来ました。
  - その日にオープンした新店舗などを午前中に取材して紹介するコーナー。

## 過去に放送されたコーナー

### 「エブリのうち」時代
曜日別コーナー
- 木曜：イケ女通信
  - 女性のライフスタイルを提案するため、旅・グルメ・ファッションなど様々なものを紹介していくコーナー。2012年6月末で終了。

## 出演者

### 現在の出演者
MC
- 渡邊大祐（木曜を除く月～金曜、2013年10月 - 2014年11月7日）
- 岡田愛マリー（月～木曜、2013年10月 - 2014年11月7日）
- 神谷文乃（金曜、2012年4月 - 2014年11月7日）

MC・リポーター
- 上岡元（水曜を除く月～金曜、2012年4月 - 2014年11月7日）- 前身番組『温たいむ』からのスライド登板。

※以上、いずれもOHKアナウンサー。
リポーター
- リンクアップとっしー（ピン芸人）
- ハタナカヨースケ（フリーアナウンサー）

### 過去の出演者
MC・リポーター
- 淵本恭子（OHKアナウンサー、2012年4月 - 2013年9月）- 前身番組『温たいむ』からのスライド登板。

コメンテーター
- 小林裕彦（弁護士、小林裕彦弁護士事務所所長、月曜）[注釈 9]
- 有森広子（元女子マラソン選手有森裕子の母、火曜）
- 天野高雄（倉敷市・高蔵寺住職、水曜）
- 久保陽子（エアープラス代表、隔週木曜）
- 小嶋ひろみ（夢二郷土美術館副統括マネージャー、隔週木曜）
- 江草肇（山陽新聞社文化部長、金曜）

リポーター
- にしおかすみこ（月曜：エブリ特捜部リポーター）
- 草薙祐輔（キムチとライス）（水曜：エブリサーチリポーター）
- パンチ佐藤（ベルト：駅まちリポーター。2012年4月2日放送分から2012年4月12日放送分まで出演、2012年7月10日放送分から7月24日放送分まで出演、12月10日放送分から12月21日放送分まで出演）
- 波田陽区（ベルト：駅まちリポーター。2012年4月13日放送分から2012年4月27日放送分まで出演、2012年9月3日放送分から9月14日放送分まで出演）
- ホリ(ベルト：駅まちリポーター。2012年4月30日放送分から2012年5月15日放送分まで出演）
- 加藤歩（ザブングル）(ベルト：駅まちリポーター。2012年5月16日放送分から2012年5月29日放送分まで出演）
- 金子貴俊（ベルト：駅まちリポーター。2012年5月30日放送分から2012年6月11日放送分まで出演）
- 深沢邦之（Take2）（ベルト：駅まちリポーター。2012年6月12日放送分から6月25日放送分まで出演）
- 島田秀平（ベルト：駅まちリポーター。2012年6月26日放送分から7月9日放送分まで出演）
- ノッチ（デンジャラス）（ベルト：駅まちリポーター。2012年7月25日放送分から2012年8月7日放送分まで出演、2012年11月26日放送分から12月7日放送分まで出演）
- ダンディ坂野（ベルト：駅まちリポーター。2012年8月8日放送分から2012年8月17日放送分まで出演）
- モト冬樹（ベルト：駅まちリポーター。2012年9月17日放送分から9月27日放送分まで出演）
- マギー審司（ベルト：駅まちリポーター。2012年9月28日放送分から10月12日放送分まで出演）
- 石井康太（やるせなす）（ベルト：駅まちリポーター。2012年10月15日放送分から10月26日放送分まで出演）
- 内山信二（ベルト：駅まちリポーター。2012年10月29日放送分から2012年11月9日放送分まで出演）
- 神保悟志（ベルト：駅まちリポーター。2012年11月12日放送分から2012年11月23日放送分まで出演）

## 補足
エブリのうち時代
- 初回である2012年4月2日放送分では、岡山放送の宣伝CMに出演していた次長課長が、タイトルコールを行った。
- 2012年3月まで『温たいむ』に内包されていた『あいらぶon time』は『あいらブランチ』となって、『エブリのうち』のエンディング直後である11:15 - 11:25に放送される。
- 2012年4月26日は『FNN報道特別番組 小沢一郎元代表に判決』のため10:25からの短縮放送となった。
- 『温たいむ』時代、祝日の放送は特番編成で休止していたが、『エブリのうち』は祝日も休まず放送された。
- 2012年7月17日放送分では『駅まち』のロケを行っていたダンディ坂野が飛び入りで出演した。この模様は2012年8月9日放送分の『駅まち』にて放送された。
- 2012年8月17日の放送分で放送回数100回を迎えた。
- 2012年8月20日から8月31日放送分は通常の放送を休止し、先述した「駅まちアワード」を10:10まで放送、その後ステブレレスで11:07までTVドラマ版の「ウォーターボーイズ」（再放送）を、11:07から11:15まで「いいものプレミアム」を単独で放送する特別体制をとった。

エブリのまち時代
- 2013年4月15日放送分から、エンディングテーマ曲として、「OH!体操」の第2弾である「OH!体操2」（歌は勿論ケダマ）が放送。初めて流れた4月15日は、この番組にて、この曲が公にて本格的に解禁され、初公開された。尚、この「OH!体操2」の初放送は、OH!くんの公式Facebook、OHKのOH!くんスタッフの公式twitter「OH!くん情報局」、そしてOH!くんの同居人であるOH!じいちゃんのtwitterでも事前に予告された。[注釈 10]
- 2014年7月22日放送分にて、ゲストとして『おへんろ。～八十八歩記～』の主演声優である「TEAM OHENRO」(高野麻里佳、山下七海、江原裕理)の3人が出演。同番組主題歌の『千と二百の物語』を披露している。これは本番組を制作・放映している岡山放送が『おへんろ。～八十八歩記～』の制作局のひとつでもあるため。